# AVS Futebol SAD
L'AVS Futebol SAD è una società calcistica portoghese che attualmente milita nella Liga Portugal 1, il primo livello della piramide calcistica portoghese. Ha sede a Vila das Aves nel municipio portoghese di Santo Tirso e disputa i suoi incontri casalinghi nell'Estádio do Clube Desportivo das Aves. Il club è stato fondato nel 2023 acquistando il titolo sportivo dell'União Desportiva Vilafranquense.

## Storia
Il club è stato fondato il 5 maggio 2023 in seguito al trasferimento dell'União Desportiva Vilafranquense da Vila Franca de Xira a Vila das Aves a causa delle cattive condizioni dello stadio. Il club Vilafranquense SAD (ora AVS) ha fatto il suo debutto nella Segunda Liga 2023-2024. Il club non ha alcuna relazione con il defunto Clube Desportivo das Aves o con il suo club fenice Clube Desportivo das Aves 1930 a parte la condivisione delle sue infrastrutture.

## Giocatori

### Vincitori di titoli
- Guillermo Ochoa (Stati Uniti e Canada 2025)

## Organico

### Rosa 2025-2026
Aggiornata al 15 agosto 2025.
| N. |                       | Ruolo | Calciatore       |
| -- | --------------------- | ----- | ---------------- |
| 1  | Brasile (bandiera)    | P     | Lucas Moura      |
| 2  | Portogallo (bandiera) | D     | Fernando Fonseca |
| 3  | Portogallo (bandiera) | D     | Rafael Rodrigues |
| 4  | Uruguay (bandiera)    | D     | Nacho Rodríguez  |
| 5  | Portogallo (bandiera) | D     | Jorge Teixeira   |
| 6  | Francia (bandiera)    | C     | Baptiste Roux    |
| 8  | Georgia (bandiera)    | C     | Giorgi Aburjania |
| 10 | Capo Verde (bandiera) | C     | Vasco Lopes      |
| 11 | Nigeria (bandiera)    | A     | Tunde Akinsola   |
| 12 | Brasile (bandiera)    | C     | Gustavo Assunção |
| 13 | Messico (bandiera)    | P     | Guillermo Ochoa  |
| 14 | Brasile (bandiera)    | A     | Lucas Piazón     |
| 15 | Spagna (bandiera)     | C     | Jaume Grau       |
| 16 | Colombia (bandiera)   | A     | Yair Mena        |
| 17 | Ecuador (bandiera)    | A     | John Mercado     |

| N. |                        | Ruolo | Calciatore        |
| -- | ---------------------- | ----- | ----------------- |
| 18 | Brasile (bandiera)     | A     | Nenê              |
| 20 | Brasile (bandiera)     | D     | Rodrigo Ribeiro   |
| 23 | Portogallo (bandiera)  | C     | Gustavo Mendonça  |
| 24 | Portogallo (bandiera)  | D     | Kiki              |
| 27 | Lussemburgo (bandiera) | D     | Eric Veiga        |
| 29 | Capo Verde (bandiera)  | A     | Zé Luís           |
| 42 | Colombia (bandiera)    | D     | Cristian Devenish |
| 88 | Portogallo (bandiera)  | P     | Pedro Trigueira   |
| 93 | Brasile (bandiera)     | P     | Simão             |
|    | Brasile (bandiera)     | D     | Aderlan Santos    |
|    | Lussemburgo (bandiera) | C     | Gerson Rodrigues  |
|    | Brasile (bandiera)     | C     | Lucas Fernandes   |
|    | Portogallo (bandiera)  | D     | Tomás Tavares     |
|    | Uruguay (bandiera)     | C     | Tiago Galletto    |
|    | Spagna (bandiera)      | C     | Ángel Algobia     |

### Rosa 2024-2025
Aggiornata al 9 febbraio 2025.
| N. |                       | Ruolo | Calciatore       |
| -- | --------------------- | ----- | ---------------- |
| 1  | Brasile (bandiera)    | P     | Lucas Moura      |
| 2  | Portogallo (bandiera) | D     | Fernando Fonseca |
| 3  | Portogallo (bandiera) | D     | Rafael Rodrigues |
| 4  | Uruguay (bandiera)    | D     | Nacho Rodríguez  |
| 5  | Portogallo (bandiera) | D     | Jorge Teixeira   |
| 6  | Francia (bandiera)    | C     | Baptiste Roux    |
| 8  | Georgia (bandiera)    | C     | Giorgi Aburjania |
| 10 | Capo Verde (bandiera) | C     | Vasco Lopes      |
| 11 | Nigeria (bandiera)    | A     | Tunde Akinsola   |
| 12 | Brasile (bandiera)    | C     | Gustavo Assunção |
| 13 | Messico (bandiera)    | P     | Guillermo Ochoa  |
| 14 | Brasile (bandiera)    | A     | Lucas Piazón     |
| 15 | Spagna (bandiera)     | C     | Jaume Grau       |
| 16 | Colombia (bandiera)   | A     | Yair Mena        |
| 17 | Ecuador (bandiera)    | A     | John Mercado     |

| N. |                        | Ruolo | Calciatore        |
| -- | ---------------------- | ----- | ----------------- |
| 18 | Brasile (bandiera)     | A     | Nenê              |
| 20 | Brasile (bandiera)     | D     | Rodrigo Ribeiro   |
| 23 | Portogallo (bandiera)  | C     | Gustavo Mendonça  |
| 24 | Portogallo (bandiera)  | D     | Kiki              |
| 27 | Lussemburgo (bandiera) | D     | Eric Veiga        |
| 29 | Capo Verde (bandiera)  | A     | Zé Luís           |
| 42 | Colombia (bandiera)    | D     | Cristian Devenish |
| 88 | Portogallo (bandiera)  | P     | Pedro Trigueira   |
| 93 | Brasile (bandiera)     | P     | Simão             |
|    | Brasile (bandiera)     | D     | Aderlan Santos    |
|    | Lussemburgo (bandiera) | C     | Gerson Rodrigues  |
|    | Brasile (bandiera)     | C     | Lucas Fernandes   |
|    | Portogallo (bandiera)  | D     | Tomás Tavares     |
|    | Uruguay (bandiera)     | C     | Tiago Galletto    |

### Rosa 2023-2024
Aggiornata al 11 settembre 2023.
| N. |                       | Ruolo | Calciatore       |
| -- | --------------------- | ----- | ---------------- |
| 1  | Portogallo (bandiera) | P     | Lucas Moura      |
| 2  | Portogallo (bandiera) | D     | Fernando Fonseca |
| 3  | Brasile (bandiera)    | D     | Thiago Freitas   |
| 5  | Portogallo (bandiera) | D     | Jorge Teixeira   |
| 6  | Portogallo (bandiera) | C     | Fábio Pacheco    |
| 7  | Portogallo (bandiera) | C     | Luís Silva       |
| 8  | Portogallo (bandiera) | C     | Bernardo         |
| 9  | Brasile (bandiera)    | A     | Lucas Piazon     |
| 10 | Francia (bandiera)    | C     | Idrissa Dioh     |
| 11 | Brasile (bandiera)    | C     | Stênio           |
| 12 | Brasile (bandiera)    | C     | Edson Farias     |
| 13 | Mozambico (bandiera)  | D     | Martinho         |
| 16 | Colombia (bandiera)   | C     | Yair Mena        |
| 17 | Ecuador (bandiera)    | C     | John Mercado     |
| 18 | Brasile (bandiera)    | A     | Nenê             |

| N. |                        | Ruolo | Calciatore       |
| -- | ---------------------- | ----- | ---------------- |
| 19 | Brasile (bandiera)     | A     | Talles Wander    |
| 20 | Portogallo (bandiera)  | C     | João Amorim      |
| 22 | Portogallo (bandiera)  | D     | Léo Alaba        |
| 23 | Portogallo (bandiera)  | C     | Gustavo Mendonça |
| 26 | Capo Verde (bandiera)  | C     | Vasco Lopes      |
| 27 | Lussemburgo (bandiera) | D     | Eric Veiga       |
| 40 | Brasile (bandiera)     | D     | Clayton          |
| 41 | Francia (bandiera)     | D     | Anthony Correia  |
| 47 | Brasile (bandiera)     | C     | Jonatan Lucca    |
| 70 | Brasile (bandiera)     | A     | Samuel Granada   |
| 88 | Portogallo (bandiera)  | P     | Pedro Trigueira  |
| 90 | Nigeria (bandiera)     | D     | Tunde Akinsola   |
| 93 | Brasile (bandiera)     | P     | Simão            |
| 98 | Brasile (bandiera)     | D     | Zé Ricardo       |